# Hattstatt
Hattstatt est une commune française située dans la circonscription administrative du Haut-Rhin et, depuis le 1er janvier 2021, dans le territoire de la Collectivité européenne d'Alsace, en région Grand Est.

## Géographie

### Localisation
Hattstatt est un petit village viticole situé à 8 km au sud-ouest de Colmar, dans la région historique et culturelle d'Alsace.
C'est une des 201 communes (réparties sur quatre départements : les Vosges, le Haut-Rhin, le Territoire de Belfort et la Haute-Saône.) du parc naturel régional des Ballons des Vosges.
Elle se trouve dans l'aire d'attraction de Colmar ainsi que dans sa zone d'emploi, et dans le bassin de vie de Rouffach.

### Communes limitrophes
Les communes limitrophes sont  Gueberschwihr, Herrlisheim-près-Colmar, Obermorschwihr, Pfaffenheim, Rouffach, Soultzbach-les-Bains et Vœgtlinshoffen.
| Soultzbach-les-Bains | Vœgtlinshoffen | Obermorschwihr          |
|                      | Hattstatt      | Herrlisheim-près-Colmar |
| Gueberschwihr        | Pfaffenheim    | Rouffach                |

### Géologie et relief
La superficie de la commune est de 5,98 km2 ; son altitude varie de 195  à   810 mètres.

### Hydrographie

#### Réseau hydrographique

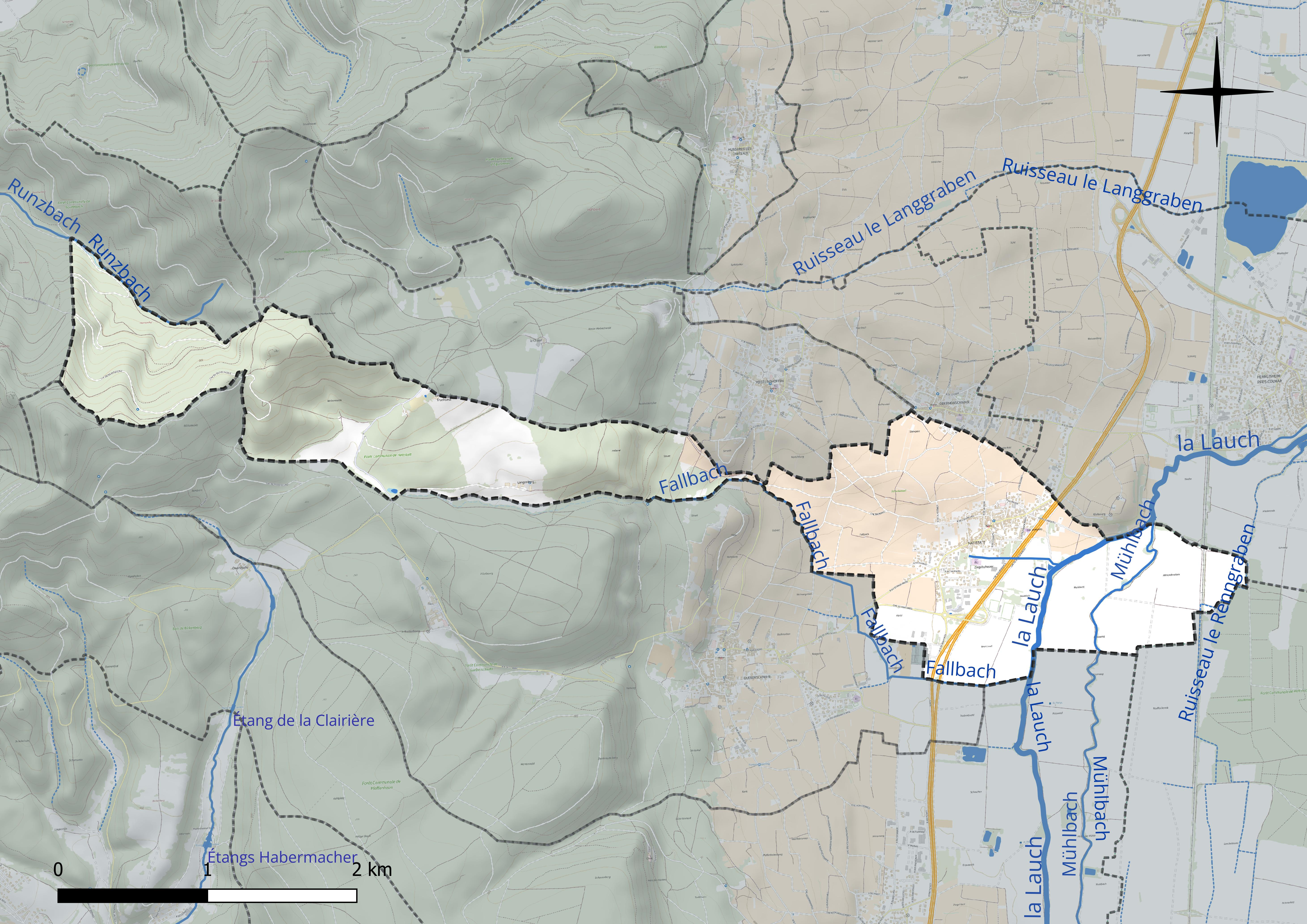
Réseau hydrographique de Hattstatt.

La commune est dans le bassin versant du Rhin au sein du bassin Rhin-Meuse.
Elle est drainée par la Lauch, le Muhlbach de Pfaffenheim et le Renngraben,,.
La Lauch, d'une longueur de 47 km, prend sa source dans la commune de Linthal et se jette  dans l'Ill à Horbourg-Wihr, après avoir traversé 18 communes. Les caractéristiques hydrologiques de la Lauch sont données par la station hydrologique située sur la commune de Rouffach. Le débit moyen mensuel est de 2,03 m3/s. Le débit moyen journalier maximum est de 29,6 m3/s, atteint lors de la crue du 5 janvier 2018. Le débit instantané maximal est quant à lui de 30,5 m3/s, atteint le même jour.

#### Gestion et qualité des eaux
Le territoire communal est couvert par le schéma d'aménagement et de gestion des eaux (SAGE) « Ill Nappe Rhin ». Ce document de planification concerne la nappe phréatique rhénane, les cours d'eau de la plaine d'Alsace et du piémont oriental du Sundgau, les canaux situés entre l'Ill et le Rhin et les zones humides de la plaine d'Alsace. Le périmètre s’étend sur 3 596 km2. Il a été approuvé le 17 janvier 2005. La structure porteuse de l'élaboration et de la mise en œuvre est la région Grand Est.
La qualité des cours d’eau peut être consultée sur un site dédié géré par les agences de l’eau et l’Agence française pour la biodiversité.

### Climat
Pour des articles plus généraux, voir Climat du Grand Est et Climat du Haut-Rhin.
En 2010, le climat de la commune est de type climat des marges montargnardes, selon une étude du Centre national de la recherche scientifique s'appuyant sur une série de données couvrant la période 1971-2000. En 2020, Météo-France publie une typologie des climats de la France métropolitaine dans laquelle la commune est exposée à un climat semi-continental et est dans la région climatique  Vosges, caractérisée par une pluviométrie très élevée (1 500 à 2 000 mm/an) en toutes saisons et un hiver rude (moins de 1 °C).
Pour la période 1971-2000, la température annuelle moyenne est de 10,5 °C, avec une amplitude thermique annuelle de 17,5 °C. Le cumul annuel moyen de précipitations est de 668 mm, avec 9 jours de précipitations en janvier et 9,1 jours en juillet. Pour la période 1991-2020, la température moyenne annuelle observée sur la station météorologique de Météo-France la plus proche, « Rouffach - Sa », sur la commune de Rouffach à 6 km à vol d'oiseau, est de 11,5 °C et le cumul annuel moyen de précipitations est de 621,8 mm. 
La température maximale relevée sur cette station est de 39,3 °C, atteinte le 13 août 2003 ; la température minimale est de −17,5 °C, atteinte le 13 janvier 1987,,.
Les paramètres climatiques de la commune ont été estimés pour le milieu du siècle (2041-2070) selon différents scénarios d'émission de gaz à effet de serre à partir des nouvelles projections climatiques de référence DRIAS-2020. Ils sont consultables sur un site dédié publié par Météo-France en novembre 2022.

## Urbanisme

### Typologie
Au 1er janvier 2024, Hattstatt est catégorisée ceinture urbaine, selon la nouvelle grille communale de densité à sept niveaux définie par l'Insee en 2022.
Elle est située hors unité urbaine. Par ailleurs la commune fait partie de l'aire d'attraction de Colmar, dont elle est une commune de la couronne,. Cette aire, qui regroupe 95 communes, est catégorisée dans les aires de 50 000 à moins de 200 000 habitants,.

### Occupation des sols

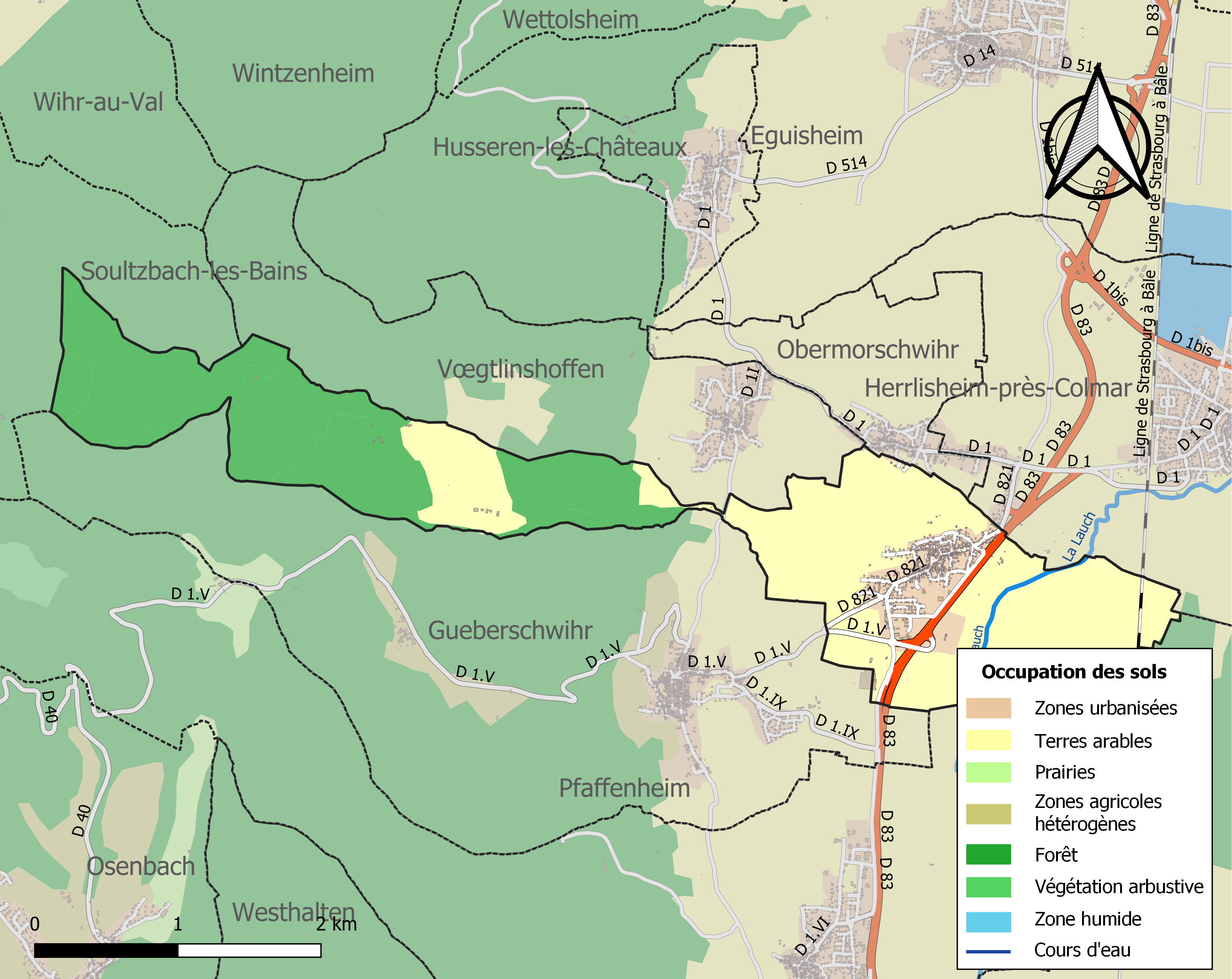
Carte des infrastructures et de l'occupation des sols de la commune en 2018 (CLC).

L'occupation des sols de la commune, telle qu'elle ressort de la base de données européenne d’occupation biophysique des sols Corine Land Cover (CLC), est marquée par l'importance des territoires agricoles (51 % en 2018), une proportion sensiblement équivalente à celle de 1990 (50,6 %).
La répartition détaillée en 2018 est la suivante :  forêts (40,8 %), terres arables (28,5 %), cultures permanentes (22,5 %), zones urbanisées (8,2 %).
L'évolution de l’occupation des sols de la commune et de ses infrastructures peut être observée sur les différentes représentations cartographiques du territoire : la carte de Cassini (XVIIIe siècle), la carte d'état-major (1820-1866) et les cartes ou photos aériennes de l'IGN pour la période actuelle (1950 à aujourd'hui).

### Habitat et logement
En 2021, le nombre total de logements dans la commune était de 427, alors qu'il était de 406 en 2016 et de 392 en 2011.
Parmi ces logements, 88,2 % étaient des résidences principales, 2,3 % des résidences secondaires et 9,5 % des logements vacants. Ces logements étaient pour 81,3 % d'entre eux des maisons individuelles et pour 18,7 % des appartements.
Le tableau ci-dessous présente la typologie des logements à Hattstatt en 2021 en comparaison avec celle du Haut-Rhin et de la France entière. Une caractéristique marquante du parc de logements est ainsi la faible proportion des résidences secondaires et logements occasionnels (2,3 %) par rapport au département (3,5 %) et à la France entière (9,7 %).
| Typologie                                               | Hattstatt | Haut-Rhin | France entière |
| ------------------------------------------------------- | --------- | --------- | -------------- |
| Résidences principales (en %)                           | 88,2      | 87,5      | 82,2           |
| Résidences secondaires et logements occasionnels (en %) | 2,3       | 3,5       | 9,7            |
| Logements vacants (en %)                                | 9,5       | 9         | 8,1            |

### Voies de communications et transports

#### Voies routières
On accède à Hattstatt par la route nationale 83. Les villages les plus proches sont dans l'ordre : Herrlisheim-près-Colmar, 1 km ; Gueberschwihr, 2 km ; Rouffach, 6 km.
A35, aussi appelée autoroute des cigognes ou l'Alsacienne : Échangeurs Sainte-Croix-en-Plaine, Niederhergheim, Colmar sud.

#### Transports en commun
La commune est desservie par : 
- Fluo Grand Est.

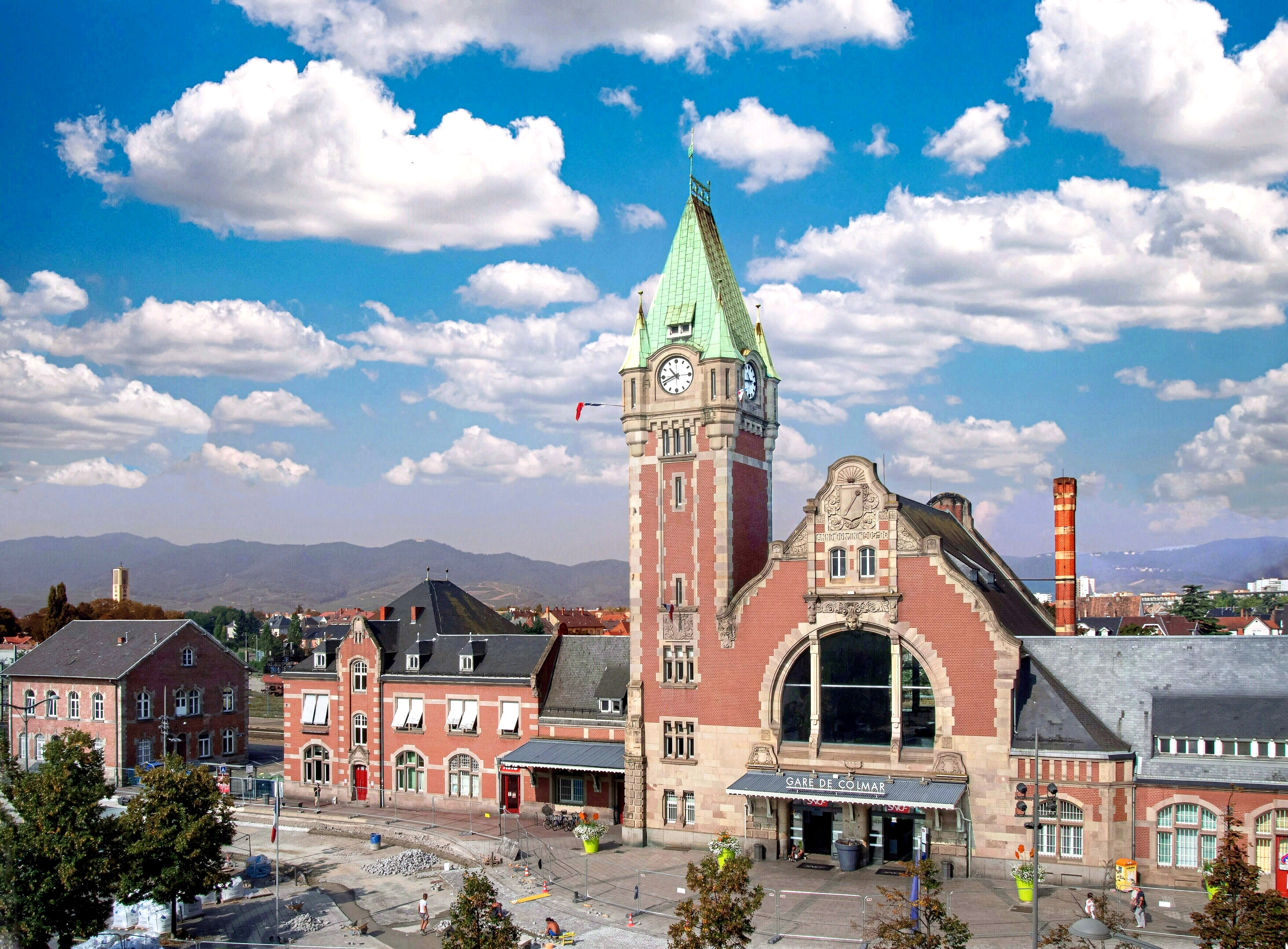
La gare de Colmar.

Les stations de chemin de fer les plus proches sont : 
- Gare de Herrlisheim-près-Colmar.
- Gare de Rouffach.
- Gare de Walbach.
- Gare de Colmar.
- Gare de Wihr-au-Val - Soultzbach-les-Bains.

### Sismicité
Commune située dans une zone 3 de sismicité modérée.

## Toponymie
Le nom du village est probablement dérivé du patronyme Hatton ou Otto, premier propriétaire des lieux. Au XIIe siècle, l'endroit où se trouve le village portait le nom de Hadestal.

## Histoire

### Antiquité
Ce village a probablement été construit sur un ancien emplacement gallo-romain appelé à l'époque Altévic. On a découvert à Hattstatt des tuyaux de conduits remontant à l'époque romaine. Ces tuyaux affectaient la forme d'un cône tronqué renflé à sa base et étaient lutés avec du ciment. Quelques-uns portaient la signature du potier Carpinius.

### Moyen Âge
Au XIIe siècle, on sait qu'une famille noble, les Hattstatt, contrôlait déjà le village depuis un certain temps car dès l'année 1180, Henri Ier, évêque de Strasbourg, par une sentence en faveur de l'abbaye de Marbach, s'était élevé contre les prétentions de trois membres de cette famille : Werner, Eppio et Conrad, qui revendiquaient la quatrième partie du droit de patronage de Marbach et la huitième partie de la dîme de l'église de Herrlisheim. Dès 1188, le village passe entre les mains d'un certain Conrad Warnier ou Werhner qui est investi dans la dignité de landvogt (bailli) par Rodolphe de Habsbourg.
En 1285, Conrad et son fils (avec Cunon de Bergheim) sont les invités du comte de Chiny lors des festivités qui se déroulèrent entre Montmédy et Chauvency-le-Château, aux joutes et mêlées du tournoi. Jacques Bretel, chargé d'écrire la chronique de ces journées, les range parmi les héros de ces jeux guerriers et raconte leurs exploits dans son poème : Le Tournoi de Chauvency.
La famille de Hattstatt fait construire un château fort à 826 mètres d'altitude à l'entrée de la vallée de Saint-Grégoire, qui restera dans la famille jusqu'au XVIe siècle. Ce château s'appelait le Haut-Hattstatt ou Barbenstein, de la montagne de Barby sur laquelle il était situé. Il est brûlé en 1466 par les habitants de Munster parce que Jean de Lupfen, seigneur de Haut-Hattstatt, avait attaqué les bourgeois de Turckheim. Après l'extinction des Lupfen, le château passe aux Hattstatt, puis aux Truchsess de Rheinfelden. Le village de Lengenberg, qui dépendait de Barbenstein, a disparu. Le bourg de Hattstatt a été en outre défendu par un autre château qui appartenait aux Hattstatt du XIIe au XVIe siècle et devint ensuite l'apanage des Schauenbourg.
Vers 1294, les Hattstatt sont contraints d'abandonner tous leurs biens dans le village à l'évêque de Strasbourg. Seul le château reste entre leurs mains, et le village de Soultzbach-les-Bains.
Vers 1460, les Hattstatt retrouvent leurs biens. Cependant, vers 1466, le château est incendié et son donjon abattu. Vers 1505, Jacques de Hattstatt promulgue un nouveau règlement qui va mécontenter les habitants, mais devant la colère populaire un arrangement est trouvé. La famille Hattstatt est à l'origine de la création d'une maison de bains dont l'eau est réputée pour sa pureté. À l'extinction de la famille de Hattstatt vers 1587, les successeurs sont les Truchsess de Rheinfelden, une famille noble de Suisse qui vendent ensuite une partie du château en ruine à la ville de Colmar. Plus tard, c'est la famille des Schauenbourg qui prendra possession du village.

#### L'histoire des juifs à Hattstatt

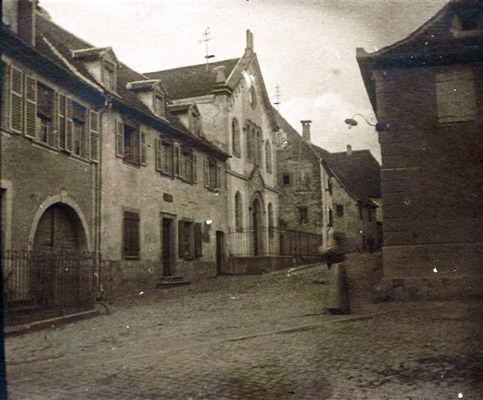
Ancienne synagogue de Hattstatt.

Au début du Moyen Âge, le village de Hattstatt comporte une importante communauté juive qui est pourchassée impitoyablement en raison de rumeurs faussement colportées. Les juifs sont accusés d'avoir empoisonné les cours d'eau et sont soumis à des tortures dans le but de leur faire avouer leurs forfaits. Ils sont brûlés dans un lieu connu sous le nom de Judenbrand, un lieu-dit qui se trouve à Herrlisheim-près-Colmar.
En 1375, quelques familles juives font à nouveau une apparition dans le village ; elles sont au nombre de 43 lors du dénombrement des juifs de 1784, avec 229 individus, mais quittent peu à peu le village, surtout après l'annexion de l'Alsace par l'Allemagne en 1871.
Au début du siècle, la communauté était assez importante pour avoir son école particulière. La synagogue fut détruite par le seul obus allemand tombé à  l'intérieur du village, le 17 juin 1940. Elles ont complètement disparu vers 1950.
Le Cimetière israélite de Hattstatt-Herrlisheim a été aménagé en 1794 ou 1804 selon les sources. Profané le 30 avril 2004, il a été inscrit sur l'inventaire supplémentaire des monuments historiques, par arrêté du 07 septembre 2004.

### Époque contemporaine
Au terme de la guerre franco-allemande de 1870, la commune comme une grande partie du Haut-Rhin est annexée en 1871 par l'Allemagne (traité de Francfort). Le département du Haut-Rhin devient « Bezirk Oberelsass ».
À la suite de la Première Guerre mondiale, elle redevient française en 1919 (traité de Versailles) et les maires sont élus par le conseil municipal à la suite de son élection au suffrage universel masculin jusqu'en 1945, de l'ensemble des électeurs et électrices depuis la Libération de la France.

## Politique et administration

### Rattachements administratifs et électoraux

#### Rattachements administratifs
La commune se trouvait depuis 1919 dans l'arrondissement de Guebwiller du département du Haut-Rhin. Cet arrondissement a fusionné en 2015 avec celui de Thann pour former l'actuel arrondissement de Thann-Guebwiller, auquel est rattachée Hattstatt.
, Par ailleurs, le département, fusionné avec le Haut-Rhin, forme depuis 2021 la collectivité européenne d'Alsace.
Elle faisait partie depuis 1801 du canton de Rouffach. Dans le cadre du redécoupage cantonal de 2014 en France, cette circonscription administrative territoriale a disparu, et le canton n'est plus qu'une circonscription électorale.

#### Rattachements électoraux
Pour les élections départementales, la commune fait partie depuis 2014 du canton de Wintzenheim
Pour l'élection des députés, elle fait partie depuis 2012 de la deuxième circonscription du Haut-Rhin

### Intercommunalité
Hattstatt est membre fondateur  de la communauté de communes du pays de Rouffach, un établissement public de coopération intercommunale (EPCI) à fiscalité propre créé en 1994 et auquel la commune a transféré un certain nombre de ses compétences, dans les conditions déterminées par le code général des collectivités territoriales.
Après l'adhésion de six communes supplémentaires en 2011, l'intercommunalité a pris sa dénomination actuelle de communauté de communes Pays de Rouffach, Vignobles et Châteaux, dont est membre la commune.

### Organisation municipale

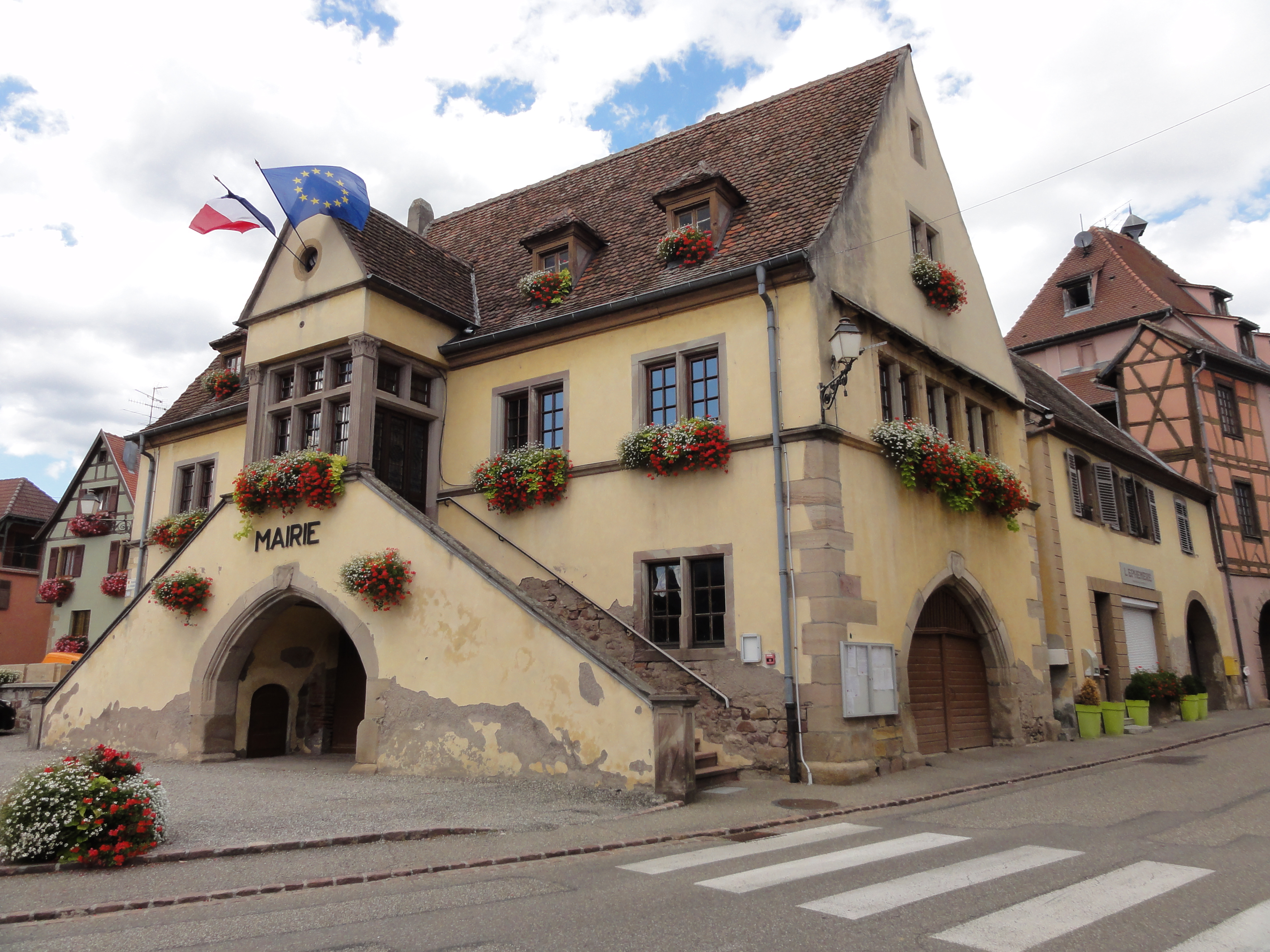
La mairie.

De 1789 à 1799, les agents municipaux (maires) sont élus au suffrage censitaire pour 2 ans et rééligibles, par les citoyens actifs de la commune, contribuables payant une contribution au moins égale à 3 journées de travail dans la commune. Sont éligibles ceux qui paient un impôt au moins équivalent à dix journées de travail.
De 1799 à 1848, la constitution du 22 frimaire an VIII (13 décembre 1799) revient sur l’élection du maire, qui sont nommés par le préfet pour les communes de moins de 5 000 habitants. La Seconde Restauration instaure la nomination des maires et des conseillers municipaux. Après 1831, les maires sont nommés (par le roi pour les communes de plus de 3 000 habitants, par le préfet pour les plus petites), mais les conseillers municipaux sont élus pour six ans.
Du 3 juillet 1848 à 1851, les maires sont élus par le conseil municipal pour les communes de moins de 6 000 habitants.
De 1851 à 1871, les maires sont nommés par le préfet, pour les communes de moins de 3 000 habitants et pour 5 ans à partir de 1855.

### Liste des maires
| Période                                  | Période                         | Identité                 | Étiquette | Qualité |
| ---------------------------------------- | ------------------------------- | ------------------------ | --------- | --- |
| Les données manquantes sont à compléter. |                                 |                          |           | |
|                                          |                                 |                          |           | |
| 1808                                     |                                 | Jean Baptiste Willig     |           | |
| 1830                                     |                                 | Sébastien Decker         |           | |
|                                          |                                 |                          |           | |
| avant janvier 1837                       |                                 | Sébastien Decker         |           | |
|                                          |                                 |                          |           | |
| 1995                                     | août 2016                       | Jean-Jacques Felder      |           | Chef comptable Vice-président de la CC Pays de Rouffach, Vignobles et Châteaux Président du SM de traitement des eaux usées de la région des Trois Châteaux Président du SIVU des sapeurs-pompiers de Hattstatt-Gueberschwihr Mort en fonction |
| décembre 2016                            | juin 2024                       | Pascal Di Stefano        |           | Commercial chez Wolfberger Mort en fonction |
| septembre 2024                           | En cours (au 27 septembre 2024) | Marie-José Furstenberger |           | |

### Budget et fiscalité 2021
En 2021, le budget de la commune était constitué ainsi :
- total des produits de fonctionnement : 591 000 €, soit 723 € par habitant ;
- total des charges de fonctionnement : 519 000 €, soit 636 € par habitant ;
- total des ressources d'investissement : 263 000 €, soit 322 € par habitant ;
- total des emplois d'investissement : 131 000 €, soit 161 € par habitant ;
- endettement : 474 000 €, soit 580 € par habitant.

Avec les taux de fiscalité suivants :
- taxe d'habitation : 17,24 % ;
- taxe foncière sur les propriétés bâties : 23,77 % ;
- taxe foncière sur les propriétés non bâties : 68,48 % ;
- taxe additionnelle à la taxe foncière sur les propriétés non bâties : 50,60 % ;
- cotisation foncière des entreprises : 22,42 %.

Chiffres clés Revenus et pauvreté des ménages en 2020 : médiane en 2020 du revenu disponible, par unité de consommation : 27 310 €.

### Jumelages
La commune est jumelée avec  Wiggensbach (Allemagne)

## Équipements et services publics

### Enseignement
Établissements d'enseignements :
- Écoles maternelles et primaires à Vœgtlinshoffen, Gueberschwihr, Pfaffenheim, Herrlisheim-près-Colmar, Eguisheim.
- Collèges à Rouffach, Wintzenheim, Rouffach, Colmar.
- Lycées à Rouffach, Colmar.

### Santé
Professionnels et établissements de santé :
- Médecins à Hattstatt, Herrlisheim-près-Colmar, Gueberschwihr, Eguisheim, Wettolsheim, Wintzenheim.
- Pharmacies à Gueberschwihr, Eguisheim, Wintzenheim, Rouffach, Sainte-Croix-en-Plaine, Soultzmatt, Turckheim, Wihr-au-Val, Wihr-au-Val, Colmar.
- Hôpitaux à Rouffach, Turckheim, Colmar.
- Groupement hospitalier de territoire Basse-Alsace Sud-Moselle.

## Population et société

### Démographie
Les habitants sont appelés les Hattstattois et les Hattstattoises.

#### Évolution démographique
L'évolution du nombre d'habitants est connue à travers les recensements de la population effectués dans la commune depuis 1793. Pour les communes de moins de 10 000 habitants, une enquête de recensement portant sur toute la population est réalisée tous les cinq ans, les populations de référence des années intermédiaires étant quant à elles estimées par interpolation ou extrapolation. Pour la commune, le premier recensement exhaustif entrant dans le cadre du nouveau dispositif a été réalisé en 2006.

En 2022, la commune comptait 859 habitants, en évolution de +9,01 % par rapport à 2016 (Haut-Rhin : +0,66 %, France hors Mayotte : +2,11 %).
| 1793 | 1800 | 1806  | 1821  | 1831  | 1836  | 1841  | 1846  | 1851  |
| ---- | ---- | ----- | ----- | ----- | ----- | ----- | ----- | ----- |
| 837  | 948  | 1 063 | 1 068 | 1 228 | 1 261 | 1 223 | 1 135 | 1 151 |

| 1856  | 1861  | 1866  | 1871  | 1875  | 1880  | 1885 | 1890 | 1895 |
| ----- | ----- | ----- | ----- | ----- | ----- | ---- | ---- | ---- |
| 1 101 | 1 100 | 1 080 | 1 031 | 1 019 | 1 037 | 997  | 978  | 916  |

| 1900 | 1905 | 1910 | 1921 | 1926 | 1931 | 1936 | 1946 | 1954 |
| ---- | ---- | ---- | ---- | ---- | ---- | ---- | ---- | ---- |
| 849  | 800  | 746  | 727  | 720  | 742  | 672  | 611  | 615  |

| 1962 | 1968 | 1975 | 1982 | 1990 | 1999 | 2006 | 2011 | 2016 |
| ---- | ---- | ---- | ---- | ---- | ---- | ---- | ---- | ---- |
| 612  | 649  | 671  | 691  | 721  | 784  | 840  | 803  | 788  |

| 2021 | 2022 | - | - | - | - | - | - | - |
| ---- | ---- | - | - | - | - | - | - | - |
| 834  | 859  | - | - | - | - | - | - | - |

### Cultes
- Culte catholique, Communauté de Paroisses de Rouffach[42], Diocèse de Strasbourg.
- Culte protestant, Hattmatt est une annexe de la paroisse luthérienne d’Imbsheim[43].

## Économie

### Entreprises et commerces

#### Commerces
- Commerces et services de proximité.

#### Agriculture
- Culture de la vigne.
- Reproduction de plantes.
- Culture de céréales, de légumineuses et de graines oléagineuses.
- Élevage d'autres bovins et de buffles.
- Élevage d'autres animaux.
- Exploitation forestière.

#### Tourisme
- Hébergements et restuauration à Hattstatt, Guebershwihr, Voegtlinshoffen, Herslinshaim, Husseren-les-Châteaux.

## Culture locale et patrimoine

### Lieux et monuments

#### Église Sainte-Colombe
L'église Sainte-Colombe se trouve perchée sur une colline des hauteurs de la localité de Hattstatt. Cette église porte encore quelques traces de l'époque médiévale (porte, remparts et fossés). Elle dépendait au début du XVe siècle d'une famille noble, les Schaller, puis des Rotberg. En 1470, elle passe entre les mains du chapitre de la cathédrale de Bâle. Un curé et un vicaire officient alors dans cette paroisse. Elle compte actuellement des éléments de l'ancienne église. Certains pans, datés des XIe, XIIe, XVe, XVIe et XVIIIe siècles, en constituent aujourd'hui l'ossature. Quatre chapellenies dédiées à Notre-Dame, saint Blaise, saint Germain et sainte Catherine sont attestées dès 1444. En 1488, une convention règle les droits de la dîme partagée entre les chapitres de Bâle, de Strasbourg et de l'abbaye de Marbach.
La partie inférieure de l'église date du XIIe siècle, c'est donc l'un des plus anciens édifices de la région. Le chœur est de style gothique. Une des fenêtres, renfermant deux lancettes trilobées surmontées sous l'arcade d'un trèfle, l'attribuerait au XIVe siècle si les baies voisines n'étaient géminées de même, mais dont les cintres trilobés et la broderie révèlent le XVe siècle. La nef est coupée par deux rangées d'arcades reposant sur des colonnes basses à chapiteaux cubiques. L'étage intermédiaire du clocher renferme des traces d'arcatures romanes,.
Le mécanisme d'horloge de clocher est de 1765 et l'orgue de 1834,,,,.
- Arbre de Jessé : dans l'église Sainte-Colombe on trouve une fresque découverte en 1926 lors de travaux de rénovations de l'église. Située sur le côté nord de la nef, elle est semble-t-il contemporaine de la construction de l'église romane. Sur cette fresque, on découvre un arbre avec des ramifications plus communément appelées arbre de Jessé qui symbolise la généalogie du Christ. Selon la légende, ces branches représentent des hommes et des femmes qui forment la descendance de Jessé et l'ascendance du Christ. Sur la couronne sont dessinés deux trônes, sur l'un desquels repose le Christ, l'autre n'étant pas occupé. Dans la partie inférieure du dessin, on découvre le nom de la donatrice.
- Statues de Marie-Madeleine, de Catherine, de saints Blaise et Sébastien : ces statues sont datées du XVIIIe siècle. Sur la travée ouest de l'église sont exposés des chandeliers de procession et les porte-cierges de la Confrérie Saint-Sébastien. Elle avait succédé à la Confrérie Sain Blaise dont la première mention est signalée dans un document de 1330.
- Fonts baptismaux[53] : dans l'église paroissiale Sainte Colombe se trouve une cuve monolithe posée sur un pied sculpté dont on peut voir sur le côté les armes de la puissante famille des Hattstatt et un écu martelé.

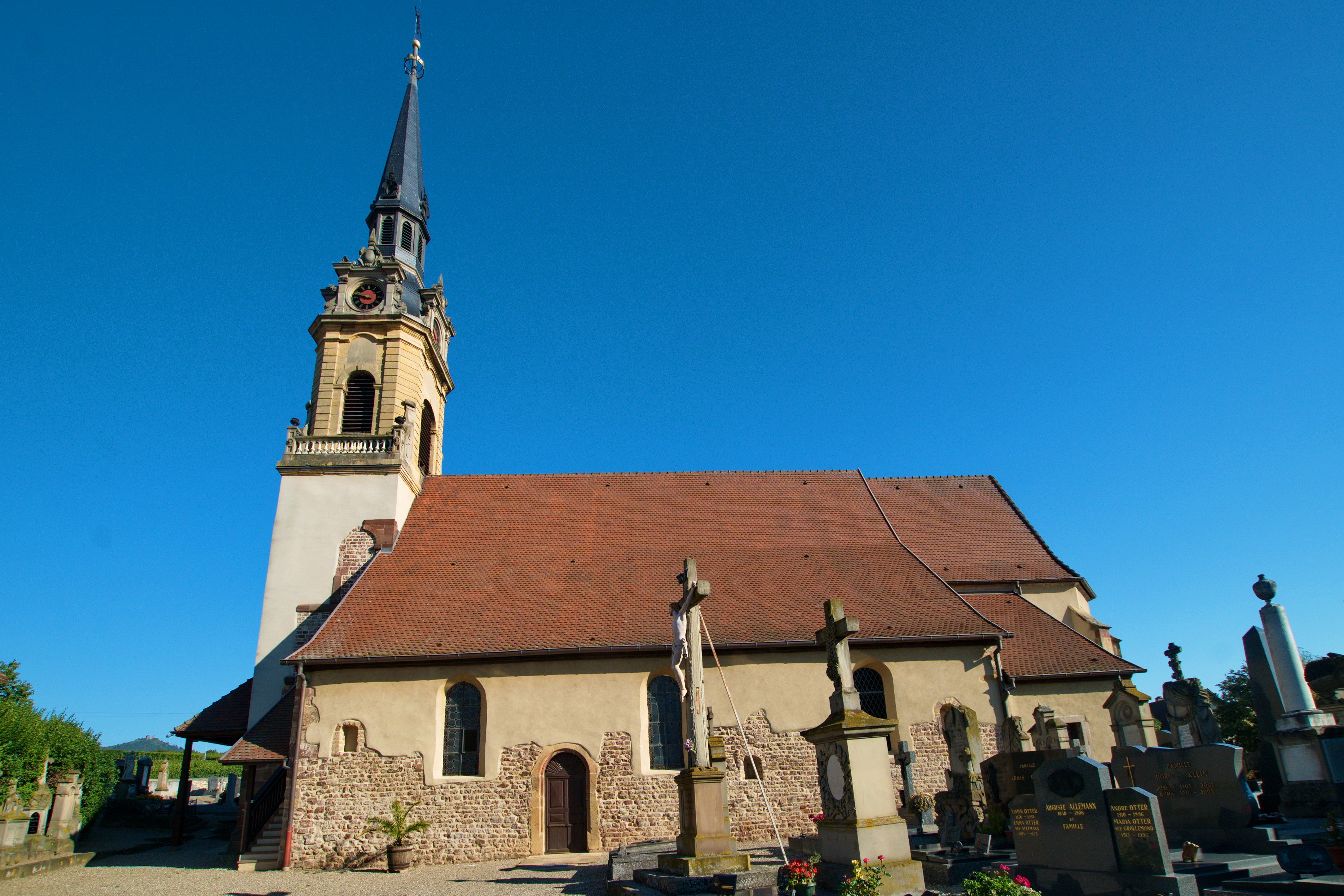
Église Sainte-Colombe.
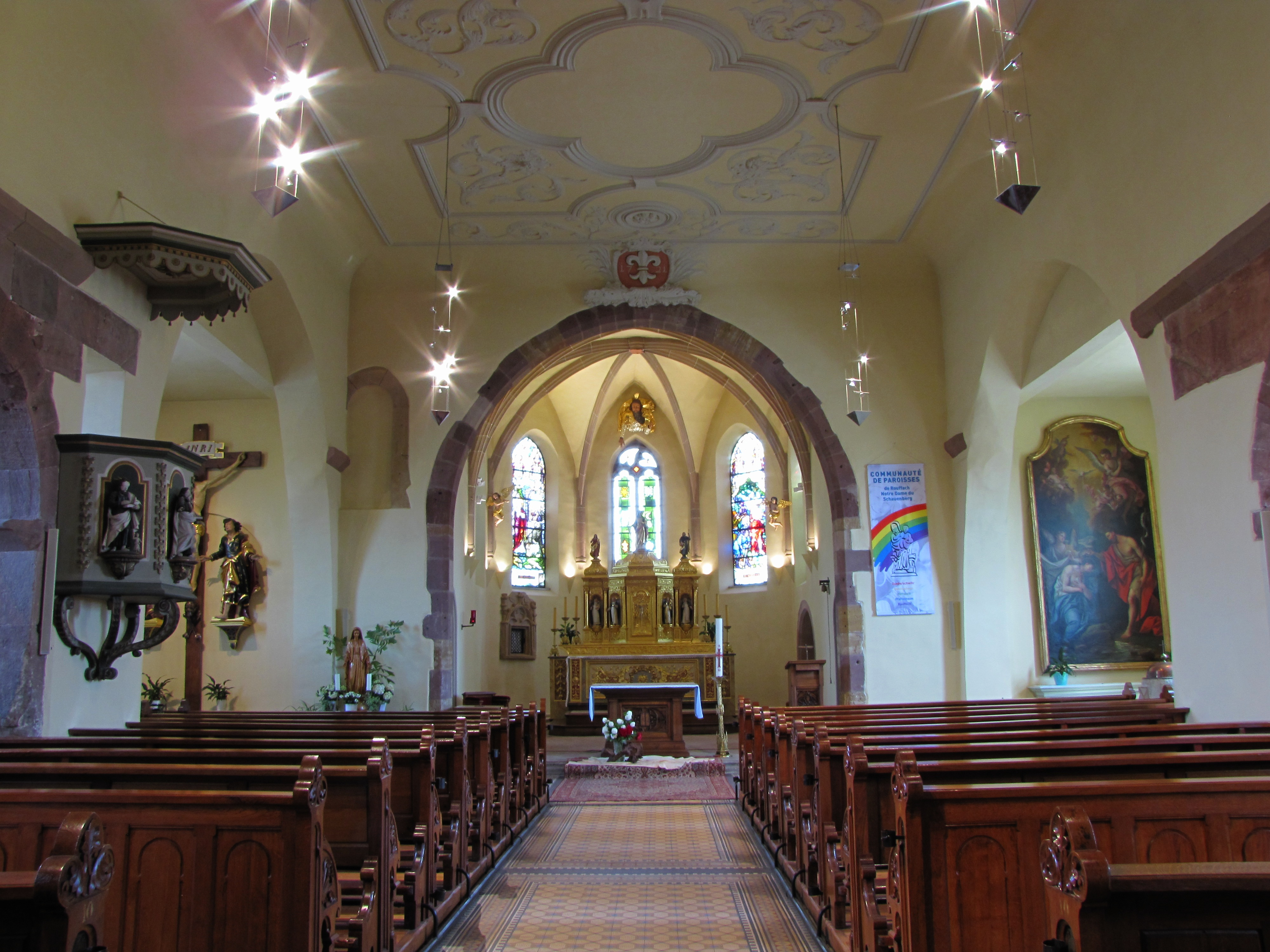
Vue intérieure de la nef vers le chœur.
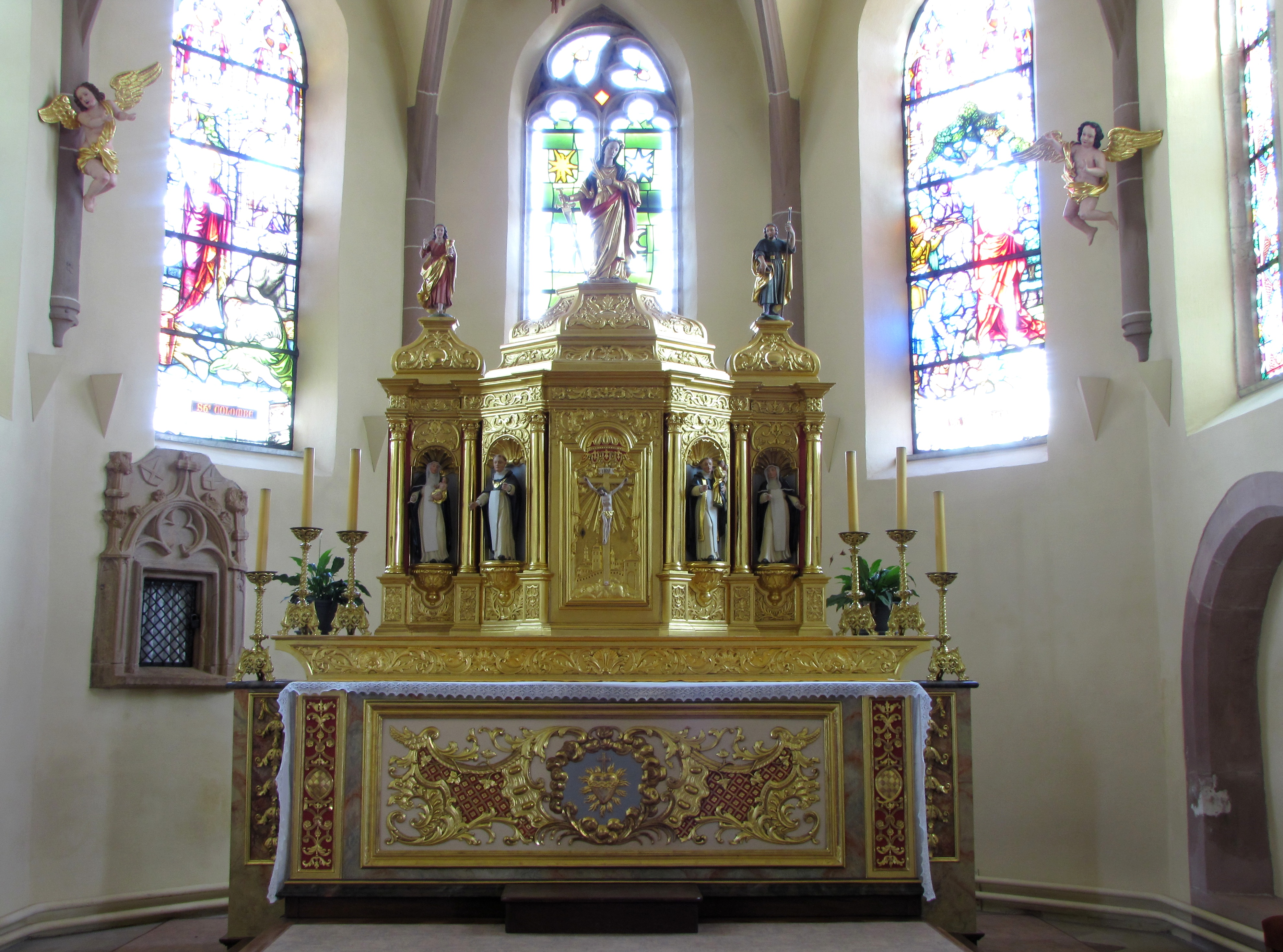
Ancien maître-autel du Couvent d'Unterlinden (XVIIIe)[54].
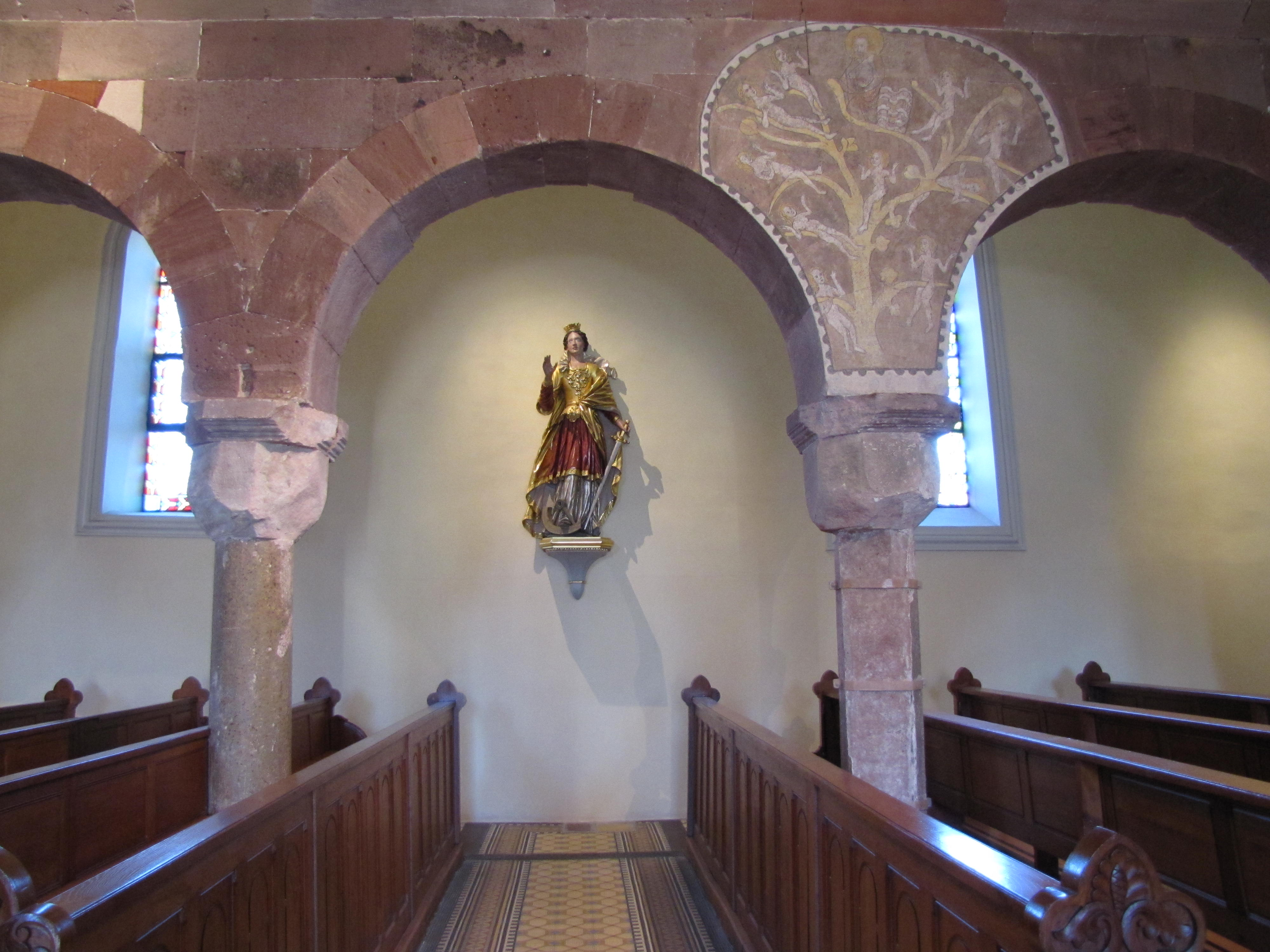
Arcades (XIe) avec arbre de Jessé (XVe)[55]  et statue de Sainte-Catherine d'Alexandrie (XVIIIe)[56],[57].
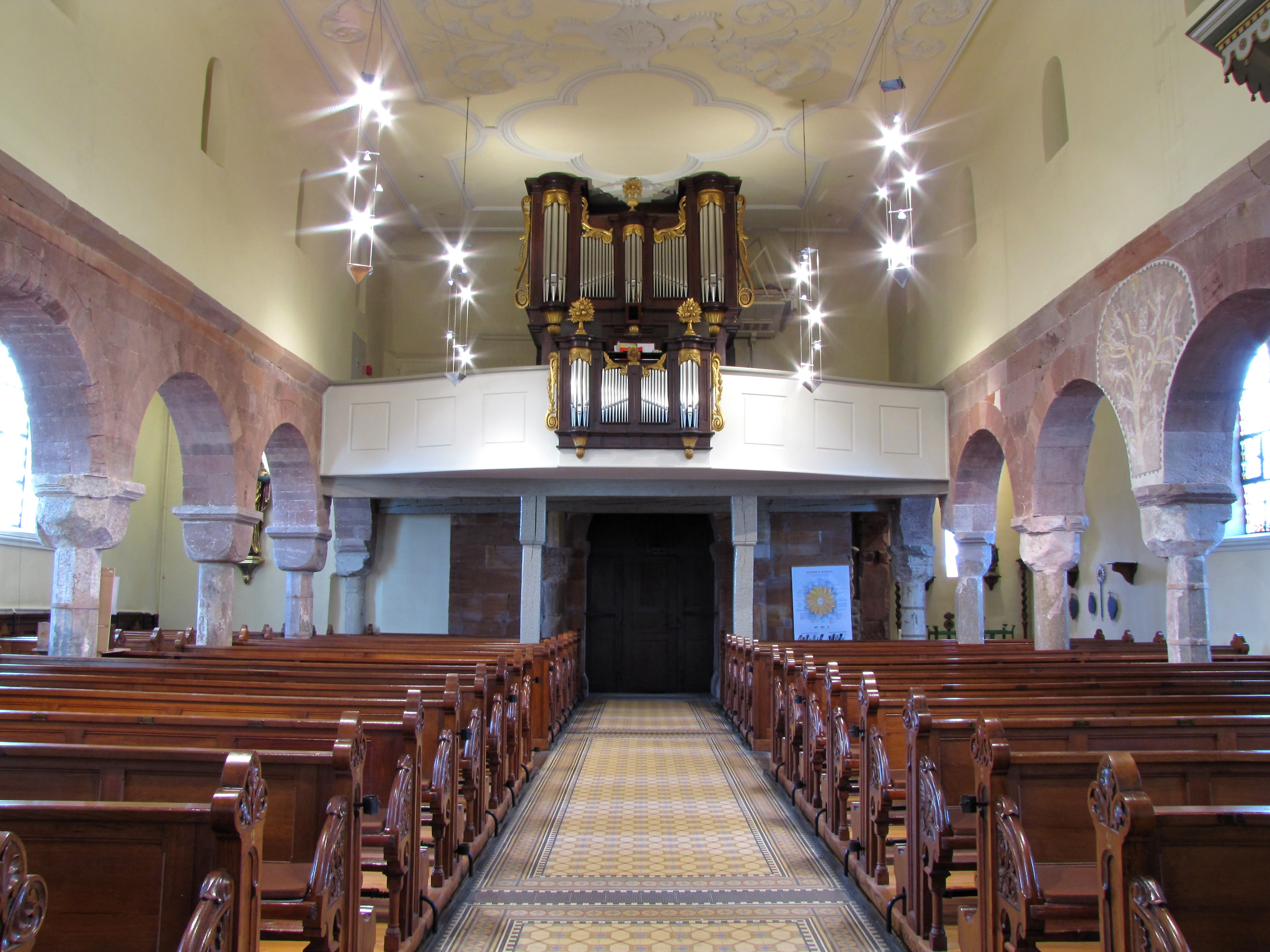
Vue intérieure de la nef vers la tribune d'orgue.
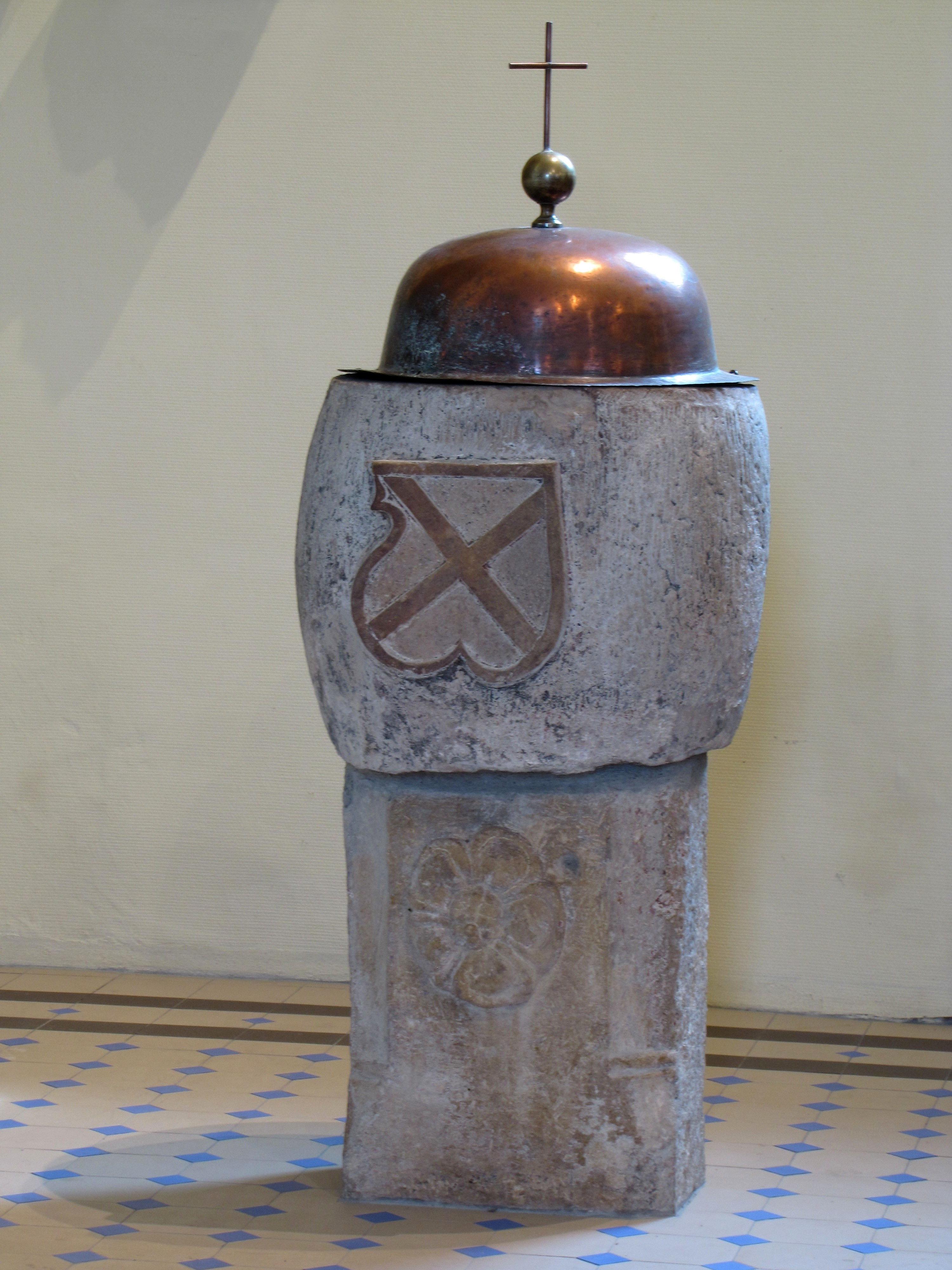
Fonts baptismaux (XVe)[58].

#### Châteaux
Le château de Bas-Hattstatt, ou Niederhattstatt, se trouve dans la commune même. Son emprise est principalement visible dans le tracé du bâti au sud de l’église, un îlot de maisons suivant le contour de l’ancien château. Très peu de vestiges en sont en effet visibles, à l’exception d’une petite portion de mur à l’entrée de l’impasse du château. Construit avant 1282, ce château est au début du XIVe siècle la propriété de l’évêque de Strasbourg, qui le remet en fief aux Hattstatt en 1304. La propriété passe en 1324 aux Habsbourg, mais les Hattstatt en conservent l’investiture jusqu’à leur extinction en 1585. Le fief est alors remis aux Truchsess qui le gardent jusqu’à sa destruction par les Français en 1635 puis en vendent les pierres à Colmar.
À l’écart de la commune, dans la montagne, se trouve le Château de Haut-Hattstatt élevé par la famille Hattstatt en 1280. Il remplace une précédente forteresse érigée à cet emplacement, et qui est déjà citée au Xe siècle. Il reste en leur possession jusqu'à la fin du XVIe siècle, époque au cours de laquelle il subit plusieurs assauts. Le château est d'abord incendié en 1466 et son donjon détruit. Les successeurs de la famille des Hattstatt, les Truchsess de Rheinfelden, vendent en partie les matériaux à la ville de Colmar vers 1646-1647. Actuellement, ce château est en ruine et envahi par la végétation.

#### Maisons
- Maison vigneronne, 18 rue des Seigneurs, 1703 : cet édifice dont les pierres de taille sont visibles possède un rez-de-chaussée qui était probablement destiné à entreposer les fûts. Dans la partie inférieure du bâtiment, on trouve des ouvertures permettant le libre passage de l'air indispensable pour la fermentation du vin. Ces bouches d'aération possédaient des volets permettant la fermeture des aérations en cas de grand froid. Les tonneaux transitaient par une porte cochère formée d'un grand arc dont le linteau porte l'année 1703 et les initiales du propriétaire (M.R.). Le premier étage était occupé par les propriétaires et comportait de petites fenêtres. L'ensemble de la maison est construit en bois et en torchis[61].

#### Petit patrimoine
- Oratoire couvert d'un toit à croupes Oratoire rue du Schauenberg[62] ;
- Monument aux morts[63];

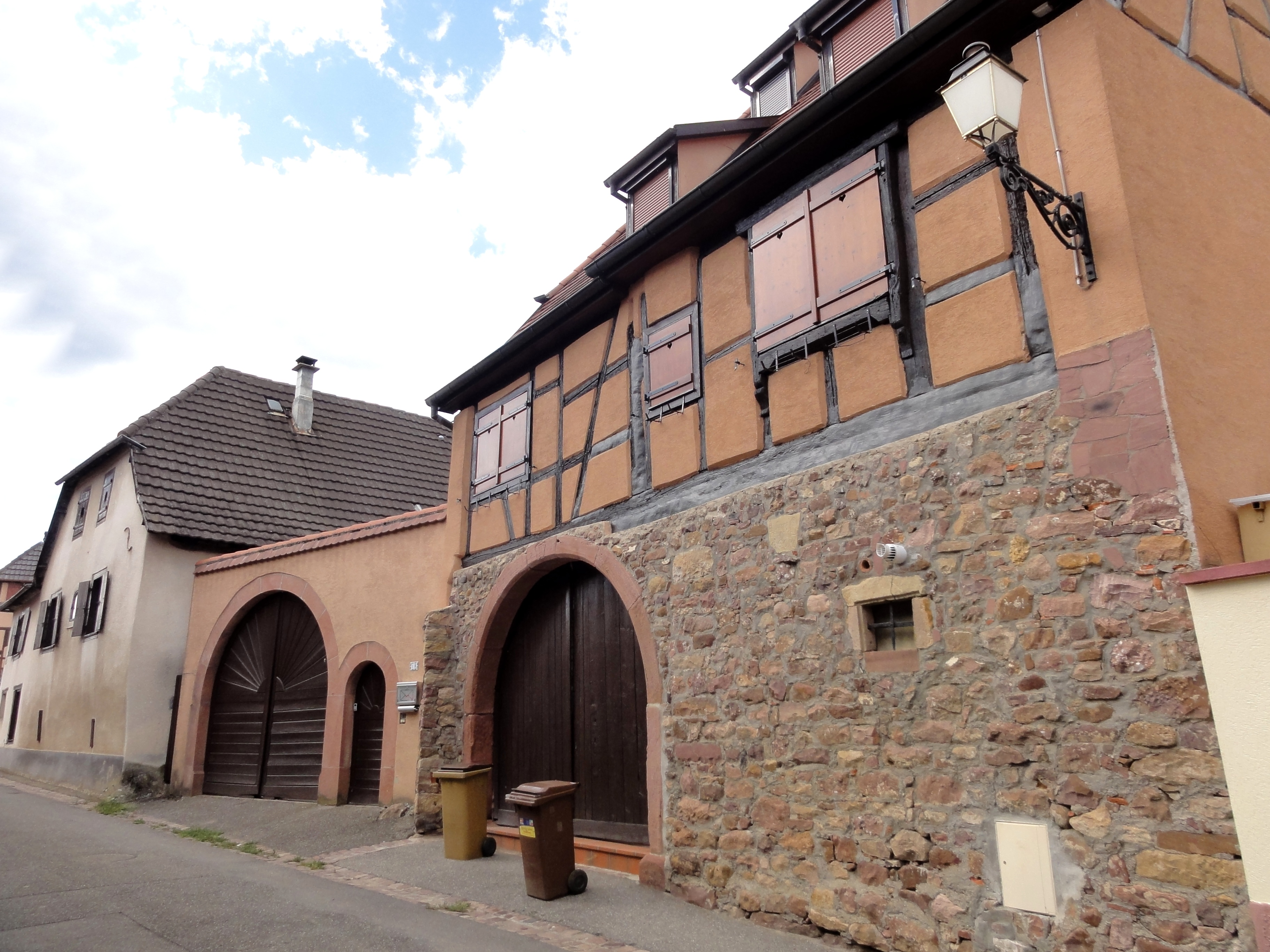
Maison de vigneron (1703), 18 rue des Seigneurs.
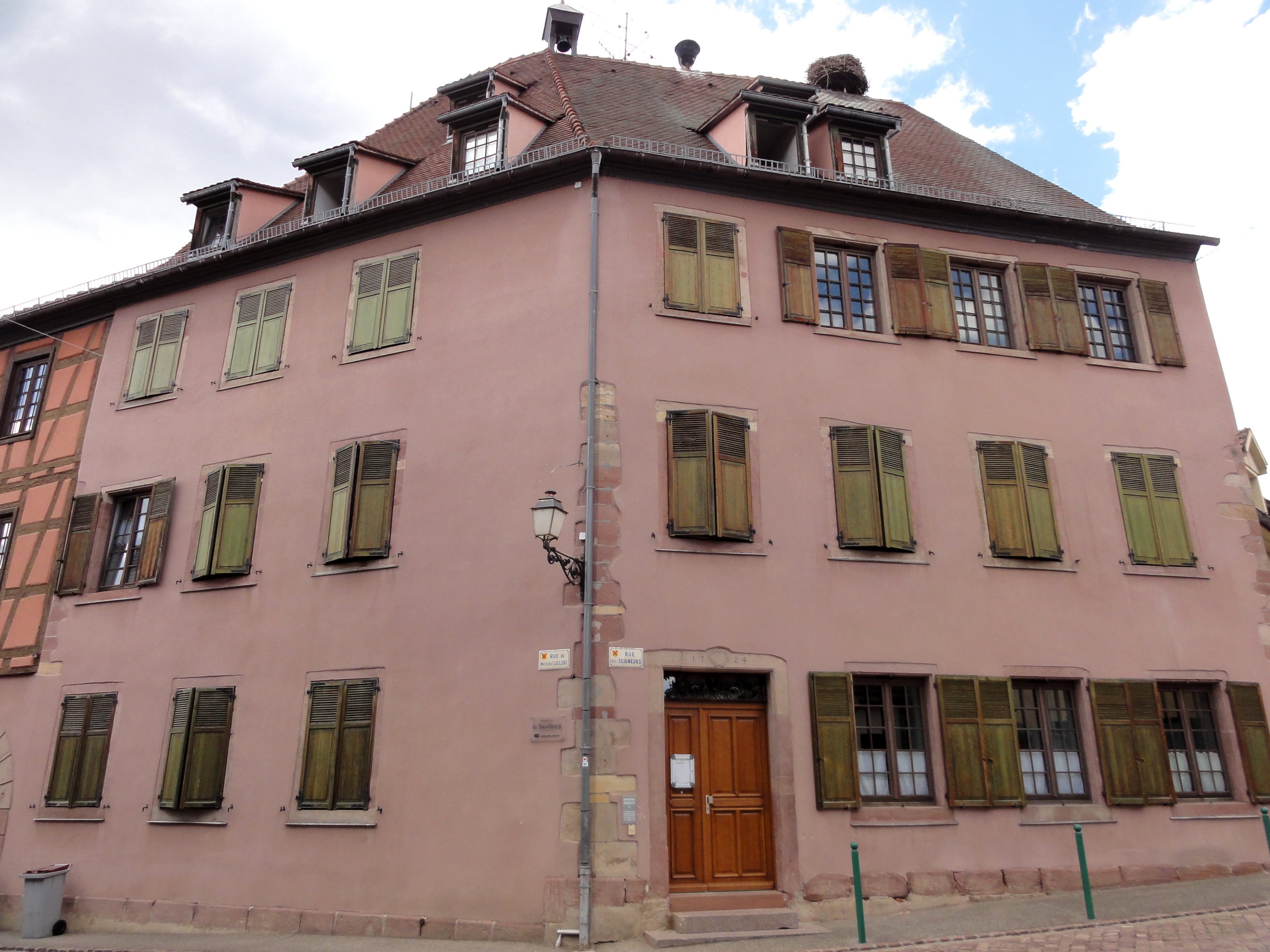
Maison, ancienne école (1724), 30 rue du Maréchal-Leclerc.
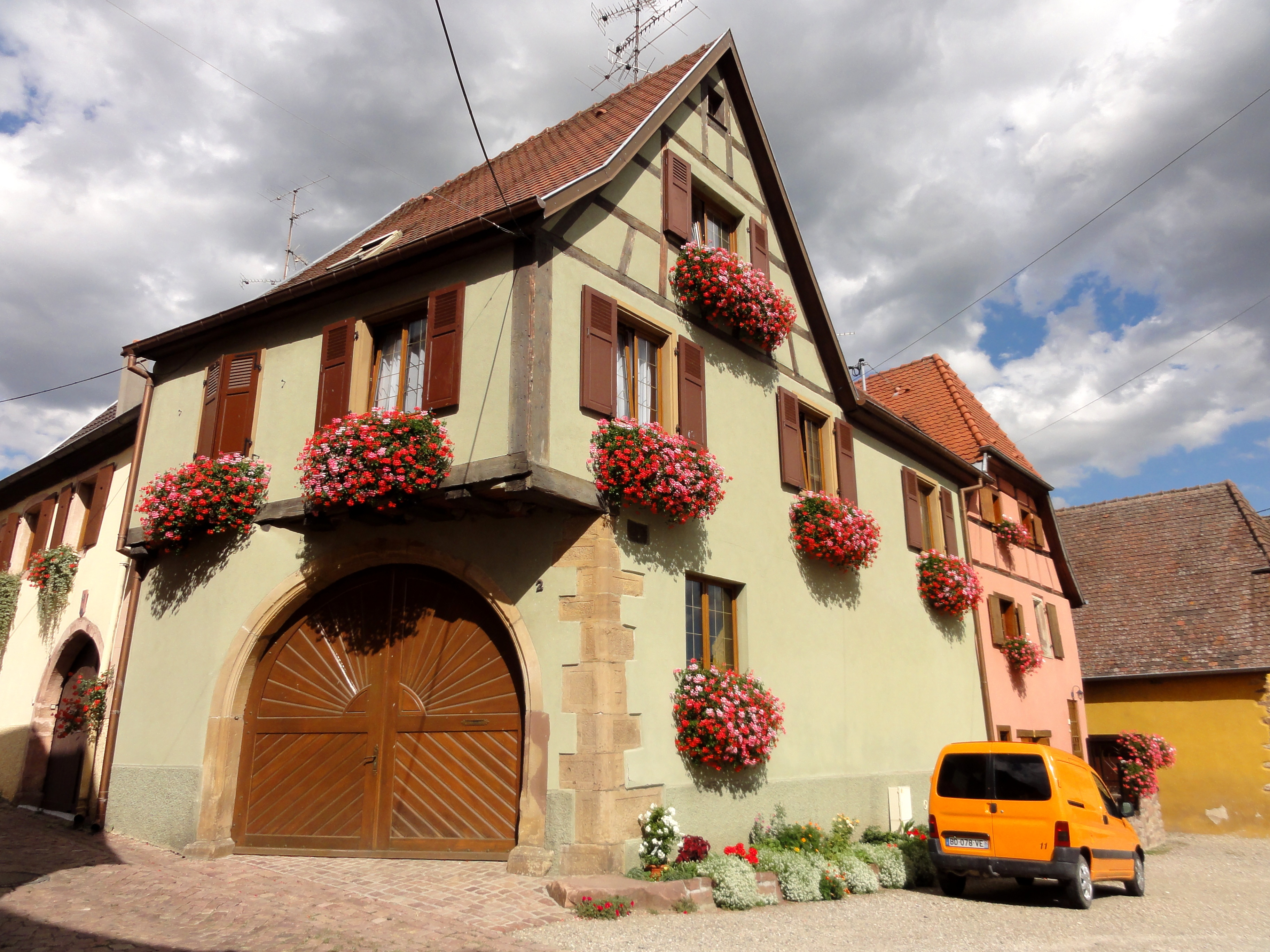
Maison de vigneron (1668), 2 rue de la Croix.
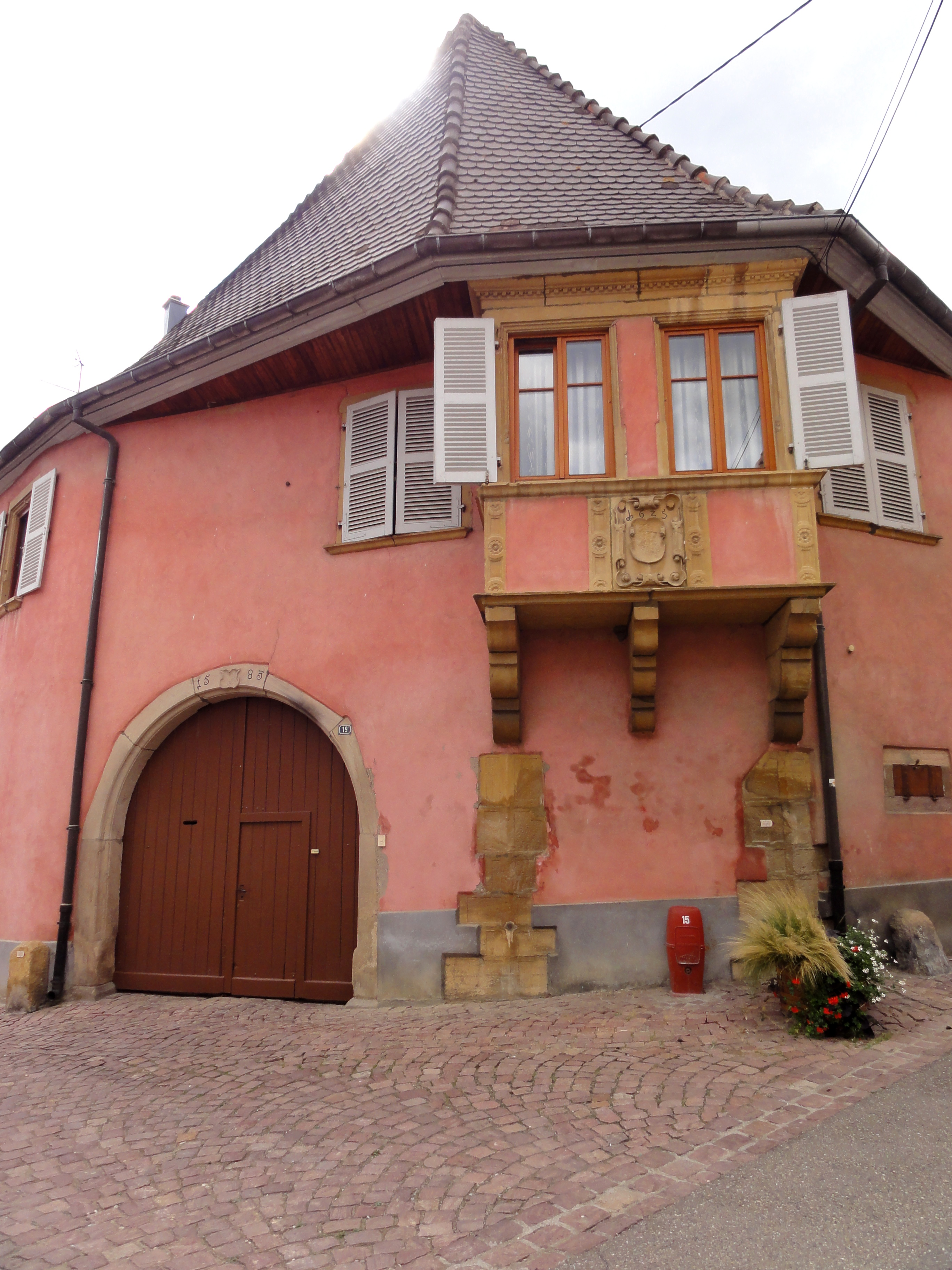
Ferme de vigneron (XVIe -XVIIe), 19 rue de la Croix.
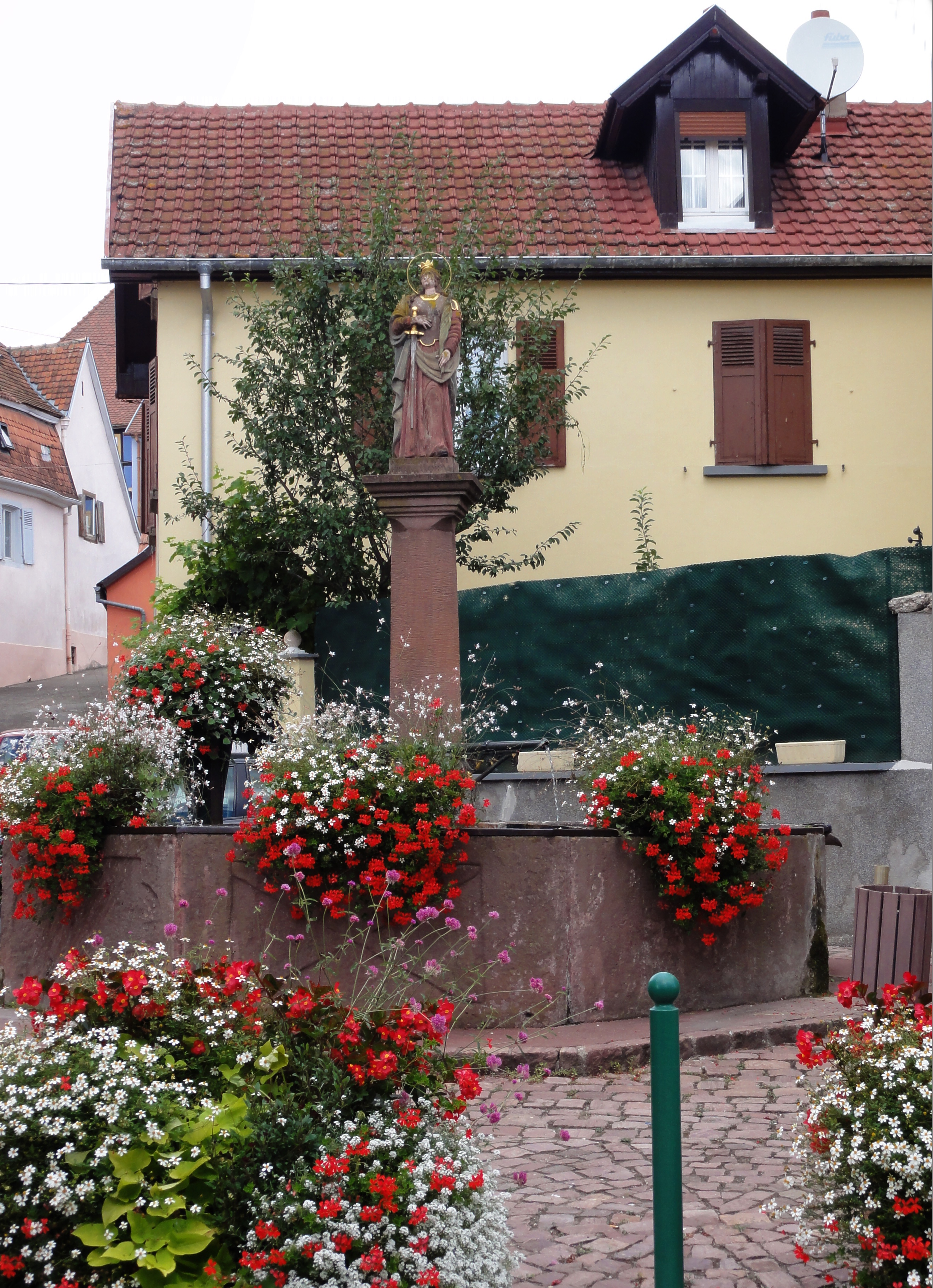
Fontaine Sainte-Colombe ou Stockbrunnen, rue Principale[64] ;
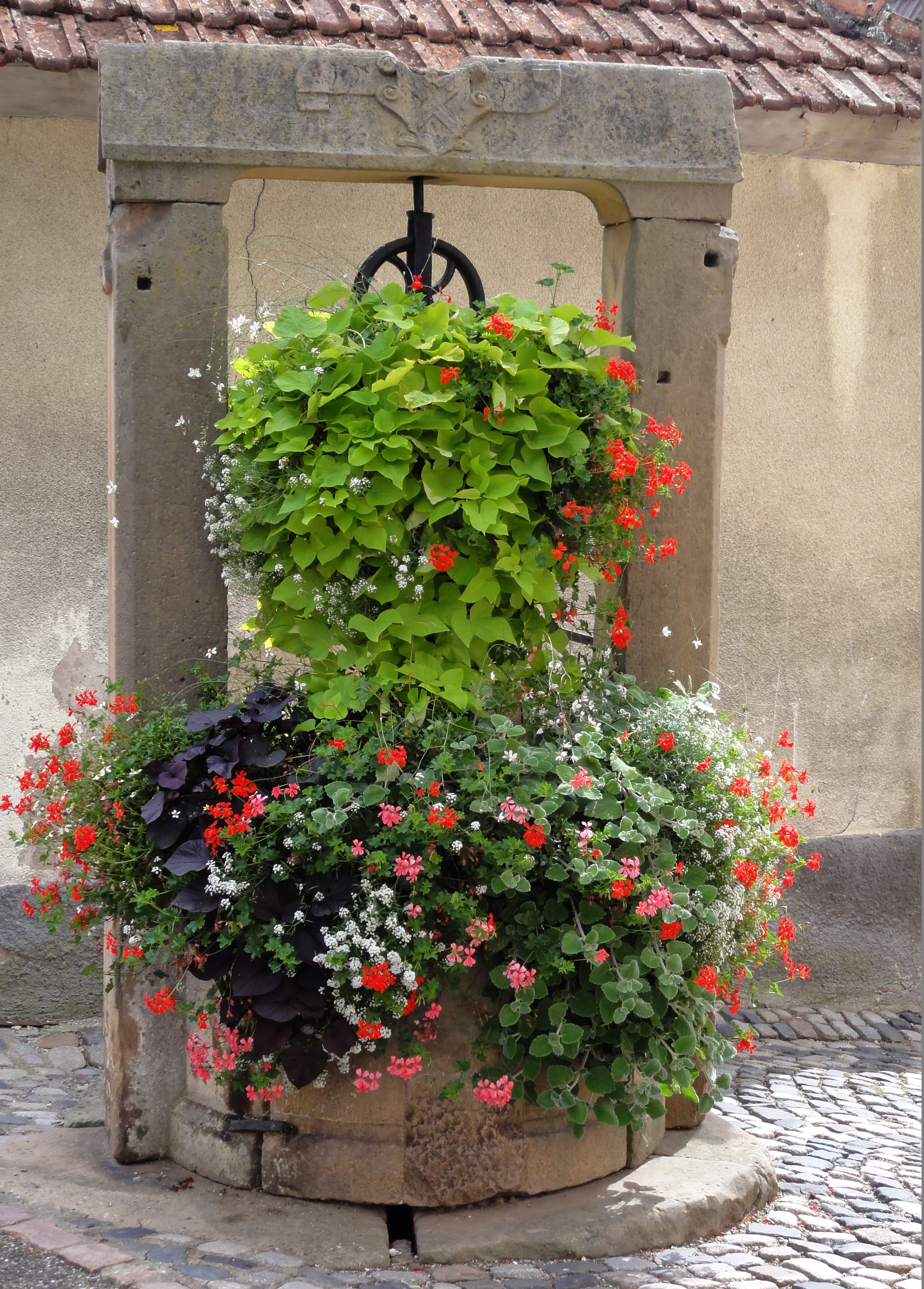
Ancien puits Renaissance, rue du Bourgrain, 1550. Il porte les emblèmes de la famille noble des Hattstatt[65].

- Maison de vigneron (1703),
18 rue des Seigneurs[61].
- Maison, ancienne école (1724),
30 rue du Maréchal-Leclerc[66].
- Maison de vigneron (1668),
2 rue de la Croix[67].
- Ferme de vigneron (XVIe-XVIIe),
19 rue de la Croix[68].
- Fontaine Sainte-Colombe (1845)[69].
- Puits de 1550[70].

### Personnalités liées à la commune
- Famille Hattstatt (famille noble et puissante d'Alsace).
- François Antoine Willig (1774-1835), homme politique, député du Haut-Rhin de 1815 à 1816.
- Moïse Ginsburger, rabbin et historien, né à Hastatt en 1865.
- Paul Biéchy (1887-1960), missionnaire spiritain, vicaire apostolique de Brazzaville au Congo.

### Héraldique
| Blason de Hattstatt | Blason  | D'or au sautoir de gueules. |
| Blason de Hattstatt | Détails | La commune arbore les armoiries de la « puissante et noble » famille des Hattstatt, d'or au sautoir de gueules. Déjà en 1285, ce blason est décrit (avec de nombreux autres) dans le poème Le Tournoi de Chauvency, œuvre de Jacques Bretel. Le statut officiel du blason reste à déterminer. |